# Сюнфэн 2Е
Сюнфэн 2Е (кит. трад. 雄風二E, упр. 雄风二E, пиньинь Xióng fēng èr E, палл. Сюн фэн эр Е, буквально Сильный Ветер 2Е) — тайваньская дозвуковая крылатая ракета класса «поверхность-поверхность» разработанная Чжуншаньским институтом науки и технологии (кит. 中山科學研究院) на базе противокорабельной ракеты Сюнфэн 2. На западе обозначают как Hsiung Feng 2E (HF-2E).

## История разработки
О начале разработки ракеты, впервые было объявлено в 2001 году.
В 2004—2005 гг. начались первые лётные испытания. Сюнфэн 2Е способны поражать как наземные, так и надводные цели.
В октябре 2008 года в СМИ появились сообщения о том, что президент Тайваня Ма Инцзю отдал распоряжение о производстве до 300 ракет Сюнфэн 2Е.

## Сюнфэн-2E
- Дальность: до 600 км
- Система управления: Инерциальная + приёмник GPS
- Точность: ± 12 м
- Двигательная установка: стартовый РДТТ + маршевый ТРД
- Максимальная скорость: 0,85 М
- Длина: ~5,7 м
- Масса: ~1 т
- Масса боевой части: 200 кг

## Сюнфэн-2
Ракета аналогична компоновке ПКР гарпун
- Длина: 4,8 м
- Диаметр: 40 см
- Масса: 685 кг
- Масса БЧ: 180 кг
- Дальность полёта: 160 км
- Наведение: ИНС, спутниковая навигация, активное радиолокационное наведение